# Botswana op de Olympische Zomerspelen 2016
Botswana nam deel aan de Olympische Zomerspelen 2016 in Rio de Janeiro, Brazilië. Met twaalf deelnemende atleten evenaarde de Botswaanse olympische ploeg het recordaantal deelnemers van 2012. Botswana won geen medailles; het dichtstbij kwam het land in het atletiek bij de 4x400 meter voor mannen, waar de estafetteploeg vijfde werd in de finale.

## Deelnemers en resultaten
(m) = mannen, (v) = vrouwen 

### Atletiek
| Olympiër                                                                                       | Discipline | Resultaat | Prestatie                                                            |
| ---------------------------------------------------------------------------------------------- | ---------- | --------- | -------------------------------------------------------------------- |
| Isaac Makwala                                                                                  | 400m (m)   | 24e       | serie 5: 3e in 45,91 halve finale 3: 8e in 46,60                     |
| Karabo Sibanda                                                                                 | 400m (m)   | 5e        | serie 2: 3e in 45,56 halve finale 1: 3e in 44,47 finale: 5e in 44,25 |
| Baboloki Thebe                                                                                 | 400m (m)   | DNF       | serie 4: 3e in 45,41 halve finale 2: niet gestart                    |
| Nijel Amos VO                                                                                  | 800m (m)   | 49e       | serie 5: 7e in 1.50,46                                               |
| Boitumelo Masilo                                                                               | 800m (m)   | 38e       | serie 2: 6e in 1.48,48                                               |
| Nijel Amos Isaac Makwala VS Leaname Maotoanong Onkabetse Nkobolo Karabo Sibanda Baboloki Thebe | 4x400m (m) | 5e        | serie 1: 3e in 2.59,35 (NR) finale: 5e in 2.59,06 (NR)               |
|                                                                                                |            |           |                                                                      |
| Christine Botlogetswe                                                                          | 400m (v)   | 30e       | serie 7: 4e in 52,37                                                 |
| Lydia Jele                                                                                     | 400m (v)   | 27e       | serie 4: 4e in 52,24                                                 |

### Judo
| Olympiër     | Discipline | Resultaat | Prestatie                           |
| ------------ | ---------- | --------- | ----------------------------------- |
| Gavin Mogopa | –60kg (m)  | 17e       | 1e ronde: V van CZE Petřikov: ippon |

### Zwemmen
| Olympiër            | Discipline         | Resultaat | Prestatie            |
| ------------------- | ------------------ | --------- | -------------------- |
| David van der Colff | 100m rugslag (m)   | 35e       | serie 1: 3e in 57,77 |
|                     |                    |           |                      |
| Naomi Ruele         | 50m vrije slag (v) | 47e       | serie 6: 2e in 26,23 |